# Димитър Пандев
Димитър Пандев (на македонска литературна норма: Димитар Пандев) е филолог и литературен критик от Северна Македония.

## Биография
Роден е в 1958 година в Охрид, тогава във Федеративна Югославия. Завършва Филологическия факултет на Скопския университет - магистратурата му е на тема „Тиквешкиот зборник - лингвистичка анализа“, а докторатът - „Лесновскиот паренезис од 1353 - лингвистичка анализа“. Работи като професор във Филологическия факултет в Скопие. Член е на Дружеството на писателите на Македония от 1987 година.